# Beaupuy (Lot-et-Garonne)
Beaupuy település Franciaországban, Lot-et-Garonne megyében. Lakosainak száma 1678 fő (2022. január 1.). Beaupuy Mauvezin-sur-Gupie, Castelnau-sur-Gupie, Marmande és Sainte-Bazeille községekkel határos.

## Népesség
A település népességének változása:
| Lakosok száma | 585  | 964  | 1050 | 1294 | 1594 | 1666 | 1650 | 1632 | 1638 | 1678 |
|               | 1968 | 1982 | 1990 | 2006 | 2013 | 2015 | 2017 | 2019 | 2020 | 2022 |